# Penicillaria maculata
Penicillaria maculata is een vlinder uit de familie van de Euteliidae. De wetenschappelijke naam van de soort is voor het eerst geldig gepubliceerd in 1889 door Butler.